# Матусевич, Наум Захарович
Наум Захарович Матусевич (23 апреля 1921, Москва, РСФСР — 26 июля 2013, Санкт-Петербург, СССР) — ленинградский архитектор, художник, член-корреспондент РААСН.

## Биография
Родился в Москве в 1921 году. В 1930 году вместе с семьёй переехал в Ленинград. В 1932 году поступил в 41 школу — девятилетку Смольнинского района (бывшая Петришуле). Окончил школу в 1939 году и поступил в Ленинградский инженерно-строительный институт (ЛИСИ). Участник Великой Отечественной войны. В 1950 году окончил Академию художеств. Работал затем в Ленпроекте. Сотрудничал с В. А. Каменским и А. В. Жуком. В 1964—1969 годах работал в ЛенЗНИИЭП. Занимался там проектированием для районов Севера. В 1969 году вернулся в Ленпроект. Автор методики блок-секционного проектирования (этой теме посвящена его книга) и многочисленных конкурсных проектов.

## Избранные проекты и постройки вЛенинграде
- Жилые и общественные здания в Кировском районе
- Первая серия типовых крупнопанельных жилых ломов производства Автовского домостроительного комбината
- Серия жилых домов I-ЛГ-600А
- Модернизированная серия жилых домов 600.II
- Экспериментальные жилые кварталы в районе Шувалово-Озерки
- 3-8-этажный дом в Сестрорецке (1985)
- Комплекс учебных зданий Кораблестроительного института в районе проспектов Жукова и Стачек (совместно с Э. С. Белятом, Л. И. Копыловским и А. К. Кузнецовым, 1978)
- 15-этажный курупнопанельный дом в Ульянке (совместно с А. Б. Товбиным, 1973)
- Корпус Электротехнического института на улице Профессора Попова, 3, (совместно с В. Л. Левиашем и М. Г. Гессе, 1968-1972)
- Экспериментальные кварталы в Сосновой Поляне.

## Публикации
- Н. З. Матусевич, А. Б. Товбин, А. В. Эрмант; научный редактор В. Л. Глазычев. Ориентиры многообразия: блок-секционная система проектирования и тенденции развития массовой архитектуры. Ленинград, Стройиздат, 1976. УДК 72.021.2